# Le Puits et le Pendule
Pour l'adaptation, voir Le Puits et le Pendule (film, 1991).
Le Puits et le Pendule (The Pit and the Pendulum) est une nouvelle écrite par Edgar Allan Poe qui fut publiée pour la première fois fin 1842 dans la revue littéraire annuelle The Gift: A Christmas and New Year's Present. L'histoire raconte les supplices endurés par un prisonnier lors de l'Inquisition espagnole, bien que Poe déforme la réalité historique. 
La nouvelle fait partie du recueil Nouvelles histoires extraordinaires dans son édition en français.

## Résumé
Le narrateur est jugé coupable par l'Inquisition espagnole de Tolède d'un crime non divulgué et se retrouve enfermé dans une cellule plongée complètement dans l'obscurité. Il s'évanouit en essayant de délimiter la taille de la pièce en longeant ses murs. Quand il se réveille, il se rend compte, en manquant de tomber dedans, qu'un puits large et profond se trouve au milieu de la pièce. Il s'évanouit à nouveau et quand il reprend ses esprits, il est allongé sur le dos, ligoté, et ne peut bouger que la tête et, de façon limitée, pendant qu'une grande lame très aiguisée en forme de pendule se balance au-dessus de lui et se rapproche lentement de sa poitrine.
Il trouve un moyen d'échapper à son supplice en enduisant ses liens avec de la nourriture laissée à son intention, ce qui attire des rats qui rongent ses liens et le libèrent juste avant le moment fatidique. Mais les murs de sa prison, enflammés et rendus brûlants depuis l'extérieur, se mettent à bouger et à le cerner, le rapprochant de plus en plus du puits. Au moment où il va chuter par manque d'espace, les murs commencent à reculer et un bras le saisit, celui du général Lasalle dont l'armée vient de prendre Tolède.

## Inspirations
Poe a pu être inspiré dans le thème de sa nouvelle par la lecture de l'Histoire critique de l'Inquisition d'Espagne de Juan Antonio Llorente. Il a également été suggéré que le puits de la nouvelle a été inspiré par une traduction du Coran de George Sale, dont Poe connaissait l'œuvre, citant le nom de Sale dans une note de sa nouvelle Le Mille Deuxième Conte de Schéhérazade. La traduction de Sale comportait des commentaires et l'un de ceux-ci évoque une forme de torture et d'exécution prétendument commune pratiquée par Dhu Nuwas et consistant à jeter la personne dans un puits enflammé. On considère par ailleurs que Poe a été influencé par la nouvelle The Iron Shroud (1830) de William Mudford où une chambre de torture se rétrécit par un moyen mécanique et écrase sa victime,.
Poe prend beaucoup de libertés avec la réalité historique, plaçant l'action de la nouvelle pendant la guerre d'indépendance espagnole, période durant laquelle l'Inquisition espagnole a déjà perdu l'essentiel de son pouvoir. La torture imaginée par Poe n'a jamais été recensée parmi celles utilisées par l'Inquisition et, par ailleurs, le général Lasalle, même s'il a effectivement participé à la guerre d'Espagne, ne commandait pas les troupes françaises ayant occupé Tolède.

## Analyse
La nouvelle étudie l'effet que la peur produit sur le narrateur, dont l'anxiété de la mort est établie dès la première phrase du récit et qui s'évanouit à l'annonce de sa sentence. L'histoire est particulièrement efficace dans son évocation de la terreur par son absence d’éléments surnaturels. Poe donne à son récit un côté réaliste en mettant en valeur les sens du narrateur : la cellule est plongée dans le noir et n'est pas aérée, le narrateur souffre de la faim et de la soif, des rats grouillent sur lui, les murs sont brûlants et le lent balancement de la lame du pendule est souligné par des mots tels que surcingle, cessation, crescent et scimitar, qui évoquent son sifflement. Le Puits et le pendule peut être considéré comme une réécriture plus sérieuse de la nouvelle satirique Une position scabreuse, qui décrit une lente décapitation sur un mode humoristique.

## Adaptations

### Cinéma et télévision
L'histoire a été adaptée plusieurs fois au cinéma de manière plus ou moins libre.
- Le premier film relatant cette histoire, Le Puits et le pendule, est muet et date de 1909. Il a été réalisé par le cinéaste français Henri Desfontaines.
- La première adaptation en langue anglaise est réalisée en 1913 par Alice-Guy Blaché.
- Le film La Chambre des tortures tourné en 1961 par Roger Corman, est une adaptation très libre de cette histoire. En effet, la scène de torture dont parle la nouvelle n'apparait que dans les dix dernières minutes du film.
- En 1964, adaptation et réalisation télévisée française (moyen métrage) par Alexandre Astruc : Le Puits et le Pendule avec Maurice Ronet.
- En 1983, l'animateur surréaliste tchèque Jan Švankmajer réalise un court métrage intitulé Le Puits, le Pendule et l'Espoir (Kyvadlo, jáma a nadeje) librement adapté de la nouvelle.
- En 1991, Stuart Gordon réalise Le Puits et le Pendule, inspirée de la nouvelle. Cependant, il change l'intrigue et met en scène une histoire d'amour dans l'Espagne de 1492.
- En 2006, une version animée image par image inspirée de l'histoire est réalisée par Marc Lougee et produite par Ray Harryhausen.
- The Pit and the Pendulum, film d'horreur tourné en 2009 par David DeCoteau ressemble très peu à l'histoire originale mais à l'instar de la version de 1961, le balancement de la « lame-pendule » est utilisé dans la scène finale.
- Saw V, réalisé par David Hackl, où cette scène est reproduite dans l'un des pièges du tueur.
- Dans la Série Netflix « La Chute de la maison Usher » l'épisode 7 nommé  « Le puit et le pendule » reprend les codes de la nouvelle afin de la réadapter.

### Musique
- Joseph Holbrooke, Le Puits et le pendule, fantaisie pour orchestre op. 126 (1925)
- Nightwish, groupe de metal symphonique finlandais, avec la chanson The Poet and the Pendulum de leur album Dark Passion Play (2007)

### Jeux vidéo
Une étoile à acquérir au niveau 14 du jeu Super Mario 64 se nomme le Puits et le Pendule.

### Livre audio
Le livre audio Le Puits et le Pendule, lu par le comédien Serge Djen, paraît aux éditions Des Oreilles Pour Lire en 2005.